# Villavaliente
Villavaliente község Spanyolországban, Albacete tartományban. Lakosainak száma 201 fő (2024).

## Földrajza
Villavaliente La Recueja, Jorquera, Pozo-Lorente és Casas de Juan Núñez községekkel határos.

## Népesség
A település lakosságának változását az alábbi diagram mutatja:
| Lakosok száma | 274  | 273  | 280  | 278  | 274  | 249  | 234  | 224  | 214  | 201  |
|               | 2001 | 2004 | 2006 | 2009 | 2011 | 2014 | 2016 | 2019 | 2021 | 2024 |